# Jean-Luc Blanchemain

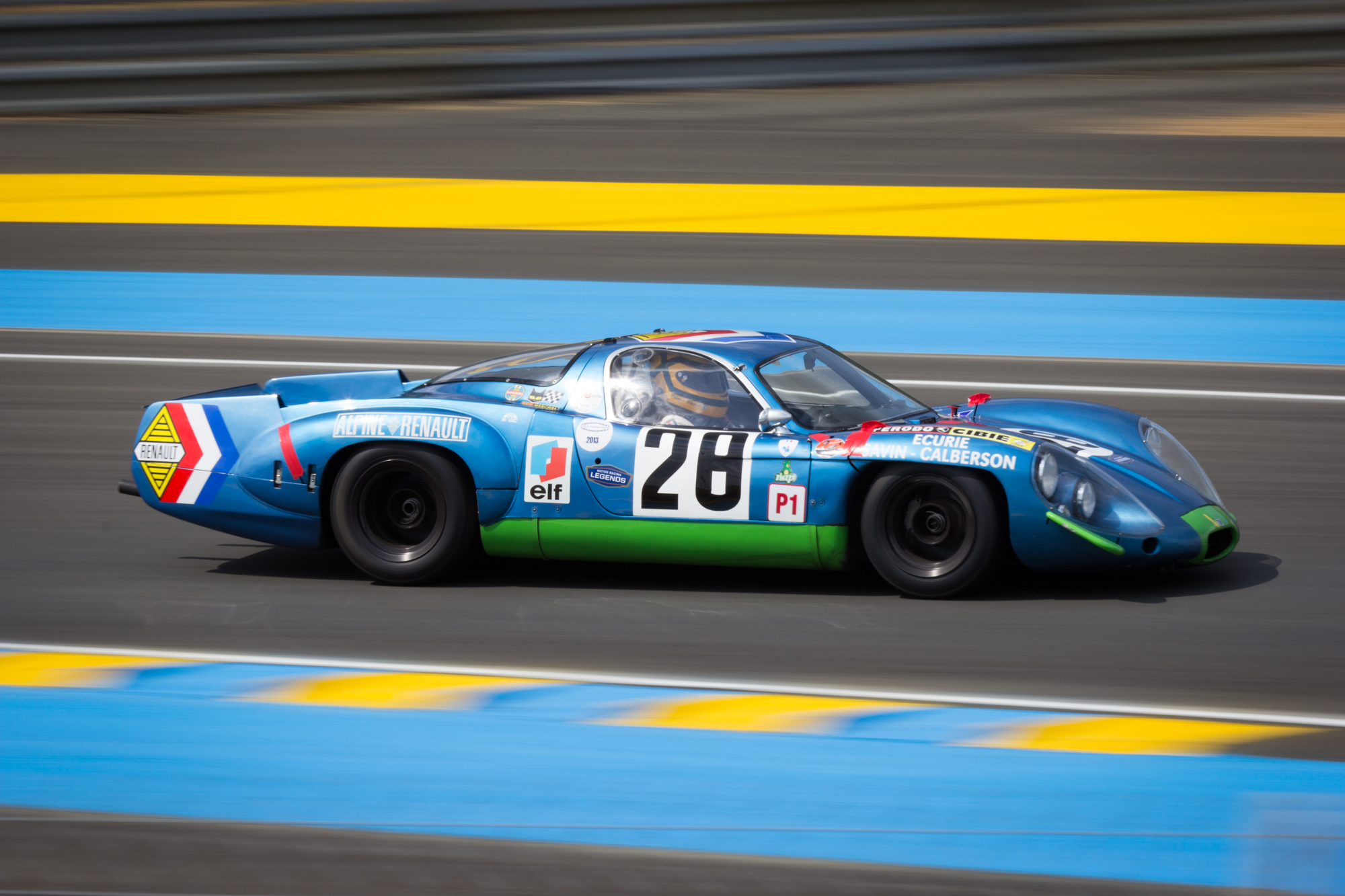
Jean-Luc Blanchemain im Alpine A220 beim Legendenrennen vor dem 24-Stunden-Rennen von Le Mans 2015

Jean-Luc Blanchemain (* 22. März 1957 in Négreville) ist ein ehemaliger französischer Autorennfahrer.

## Karriere
Jean-Luc Blanechmain kam relativ spät zum Motorsport. Er war bereits über 40 Jahre alt, als er Anfang der 2000er-Jahre begann, Rennen in der französischen GT-Meisterschaft zu fahren. 2003 feierte er auf einer Chrysler Viper GTS-R drei Rennsiege und wurde am Ende des Jahres Gesamtzweiter in der Meisterschaft. 2004 folgte der Einstieg in den Sportwagensport. In der American Le Mans Series wurde er Werksfahrer bei Panoz und gab mit dem GT-Fahrzeug des US-amerikanischen Teams sein Debüt beim 24-Stunden-Rennen von Le Mans. Parallel bestritt er weiterhin Rennen in der GT-Meisterschaft seines Heimatlandes und schloss die Jahre 2004 und 2005 jeweils als Vierter der Endwertung ab.
Seine beste Platzierung in Le Mans war der 21. Gesamtrang 2008, herausgefahren auf einer Chevrolet Corvette C6.R des früheren französischen Skifahrers Luc Alphand.

## Statistik

### Le-Mans-Ergebnisse
| Jahr | Team                  | Fahrzeug                  | Teamkollege        | Teamkollege      | Platzierung | Ausfallgrund     |
| ---- | --------------------- | ------------------------- | ------------------ | ---------------- | ----------- | ---------------- |
| 2004 | Panoz Motor Sports    | Panoz Elan GTR1           | Patrick Bourdais   | Roland Bervillé  | Ausfall     | Kupplungsschaden |
| 2005 | T2M Motorsports       | Porsche 911 GT3 RS        | Yutaka Yamagishi   | Xavier Pompidou  | Ausfall     | Unfall           |
| 2006 | Larbre Compétition    | Ferrari 550 GTS Maranello | Patrick Bornhauser | Gabriele Gardel  | Ausfall     | Kupplungsschaden |
| 2007 | Luc Alphand Aventures | Chevrolet Corvette C5-R   | Didier André       | Vincent Vosse    | Rang 24     |                  |
| 2008 | Luc Alphand Aventures | Chevrolet Corvette C6.R   | Patrice Goueslard  | Laurent Pasquali | Rang 21     |                  |

### Sebring-Ergebnisse
| Jahr | Team               | Fahrzeug  | Teamkollege        | Teamkollege     | Platzierung | Ausfallgrund |
| ---- | ------------------ | --------- | ------------------ | --------------- | ----------- | ------------ |
| 2004 | Larbre Compétition | Panoz GTP | Christophe Bouchut | Roland Bervillé | Rang 9      |              |